# شنان متفرع
الشَّنَّان المتفرع (باللاتينية: Anabasis brachiata) نوع نباتي يتبع جنس الشَّنَّان من الفصيلة القطيفية.

## الموئل والانتشار
موطنه القوقاز.